# Bundesstraße 266
Pour les articles homonymes, voir Route 266.
La Bundesstraße 266 est une Bundesstraße des Länder de Rhénanie-du-Nord-Westphalie et de Rhénanie-Palatinat.

## Géographie
La B 266 va de Linz am Rhein, à environ 25 km au sud-est de Bonn, jusqu'à Simmerath, à la frontière entre l'Allemagne et la Belgique. Elle traverse l'Eifel.
Entre Rheinbach et Bad Neuenahr-Ahrweiler, la B 266 est remplacée par les autoroutes A 61 et A 573. La section entre Kripp, quartier de Remagen, et Linz am Rhein est une liaison par bac à travers le Rhin.

## Construction
Un contournement pour Simmerath-Kesternich est en prévision dans la section ouest.
Un contournement est construit à Bad Neuenahr-Ahrweiler (Heerstrasse). Au début de la Heerstraße depuis le quartier de Heimersheim, il sera prolongé à partir de la rocade existante puis intégrée à l'A 573 au niveau du triangle existant. Il en résulte une connexion entre l'A 571 et l'A 573. La construction commence en mars 2009, et l'achèvement et l'ouverture au trafic le 12 octobre 2018 sont dus à plusieurs retards.
En outre, la construction supplémentaire du triangle près d'Ehlingen, déjà achevée dans les travaux de terrassement, avec un nouveau croisement, est classée comme une connexion à sens unique à l'ancienne route fédérale à l'ouest de Bad Bodendorf dans le besoin urgent du plan fédéral d'infrastructure de transport. L'extension de ce passage prévu à quatre voies, la voie de contournement à quatre voies subséquente à Bad Bodendorf et une nouvelle voie de contournement sud à une voie à l'ouest de Kripp, y compris la traversée du Rhin par un pont, sont classées comme des besoins supplémentaires (certains avec permis de construire).

## Source
- (de) Cet article est partiellement ou en totalité issu de l’article de Wikipédia en allemand intitulé « Bundesstraße 266 » (voir la liste des auteurs).

1. ↑  (de) Marion Monreal, « Neue Umgehung Bad Neuenahr ist eröffnet », sur General-Anzeiger, 2018 (consulté le 8 juillet 2020)